# Moritasgo
Moritasgo (em latim: Moritasgus) é um epíteto céltico para um deus de cura encontrado em quatro inscrições em Alésia. Em duas inscrições, está identificado com o deus greco-romano Apolo. Sua consorte era a deusa Damona.
Alésia era um ópido dos mandúbios célticos, nos dias atuais situado na Borgonha. Uma dedicatória ao deus alude à presença de um santuário na nascente curativa, onde peregrinos doentes poderiam se banhar em uma piscina sagrada. O próprio santuário, localizado próximo ao portão oriental do povoado, justamente fora dos muros da cidade, era impressionante, com banhos e um templo. Além disso, havia pórticos, onde possivelmente os doentes dormiam, esperando por visões e curas divinas.
Numerosos objetos votivos foram dedicados a Moritasgo. Estes eram modelos dos peregrinos e partes afligidas de seus corpos: estas incluíam membros, órgãos internos, genitais, peitos e olhos. Ferramentas de cirurgiões também foram encontradas, sugerindo que padres também agiam como cirurgiões.[carece de fontes?]

## Etimologia
O nome Moritasgo, compartilhado por um governador do século I a.C. dos Sênones, foi analisado variadamente. O sufixo -tasgus é compreendido por acadêmicos como derivado do radical proto-céltico *tazgo-, *tasgos ou *tasko- 'texugo'. O estudioso Xavier Delamarre propôs que o nome completo significa "Texugo do Mar", do gaulês mori 'mar' + tasgos (alternativamente, tascos ou taxos), 'texugo'. O texugo europeu produzia uma secreção usada em medicamentos gauleses, daí uma conexão possível com um deus de cura.